# Матео Максимов
Матео Максимов (17. јануар 1917 – 24. новембар 1999) био је француски писац и евангелички пастор ромске националности. Његових једанаест књига преведено је на четрнаест језика. Рођен је у Шпанији, а његови родитељи доселили су се из Русије и Француске. Његова породица је склониште потражила у Француској код рођака током шпанског грађанског рата. Након избијања Другог светског рата, ухапшени су као страни држављани и годинама исељавани, заједно са многим другим страним избеглицама. После рата доселио се у Француску и тамо стекао књижевну каријеру.

## Рани живот и образовање
Максимов је рођен у Барселони, Шпанија. Отац му је био Калдерашки Ром из Русије, а мајка из ромске дијаспоре у Француској. Била је рођака певача Џанга Ренарта. Матео је имао неколико млађе браће и сестара.
Максимовов отац је био ковач, које је било традиционално занимање код Калдераша. Научио је Матео да чита, пише и рачуна. Такође га је учио о Русији, историји Калдераша и различитим Ромима и земљама. Умро је када је Максимов имао 14 година. Максимов је преузео дужност мајстора како би издржавао себе, мајку и млађу браћу и сестре. Учио је браћу и сестре да читају и пишу.

## Избеглиштво у Француској
1936. године, због шпанског грађанског рата, Максимов је са мајком, браћом и сестрама напустио Шпанију да би се склонио код рођака у Француској. 1940. године, после пораза Француске у Другом светском рату и немачке окупације, Максимови су ухапшени под сумњом да су део обавештајне службе која је сарађивала са непријатељем, као и многе друге стране избеглице. Максимовова породица била је интернирана у логор за „шпијуне“ 42 дана пре него што је пребачена у „цигански камп“ у Тарбу . У мају 1941. године интернирани су у логор за „номаде“ у близини Ланамеза. У то време Ромима није било дозвољено да путују и локалне агенције за спровођење закона су им задржале личне карте (путну дозволу).

## Књижевна каријера
После Другог светског рата, Максимов се настанио у Француској. Написао је једанаест романа који су преведени на четрнаест језика. Такође је објавио књигу која садржи етнографске фотографије Рома (познатих као „Цигани“) у Француској.
1961. Максимов је постао евангелички пастор. Превео је Библију на калдерашки ромски језик са француског, иако су објављени само Нови завет, Рута и Псалми. Многе његове друге књиге објављене су на енглеском језику крајем двадесетог века, пре његове смрти 1999. године у Француској.